# Boeddhistische Tempel van Foz do Iguaçu
De Boeddhistische Tempel van Foz do Iguaçu (Portugees: Templo Budista de Foz do Iguaçu) of Templo Chen Tien behoort tot de oosterse gemeenschap uit de grensgebieden van Argentinië, Brazilië en Paraguay en ligt vier kilometer ten noorden van de stad Foz do Iguaçu in Paraná, Brazilië. De boeddhistische tempel ligt langs de Paranárivier; de natuurlijke grens met Paraguay en zes kilometer ten zuiden van de Itaipudam.

## Tempel
De Boeddhistische Tempel van Foz do Iguaçu is gebouwd in 1996 en is een gebedsplaats voor voornamelijk boeddhistische migranten van Chinese-, Japanse-, Taiwanese- en Zuid-Koreaanse afkomst. De tempel is samen met de tuinen ruim twee vierkante kilometer groot.
Op de deur van de tempel staat ‘Orbi’, dat de ‘Orde der Boeddhisten’ betekent. In de tempel staan 18 beelden van Boeddha’s discipelen. De diensten vinden plaats op de tweede verdieping waar 5 beelden staan die onder anderen vreugde, geluk, gezondheid en ‘met ons zijn’ vertegenwoordigen. Vanaf het balkon van de tempel zijn de Paranárivier, het Acaray eiland, de Internationale Brug der Vriendschap en een deel van het centrum van Foz do Iguaçu en Ciudad del Este te zien.

## Beelden
De tuinen beschikken over 112 beelden waarvan 108 identieke van ieder 2 meter hoog voor de ingang van de tempel staan. De positie van de linkerhand naar beneden betekent ‘welkom’ en de rechterhand waarbij de wijsvinger op de duim is geplaatst staat voor ‘positieve energie’. Ieder beeld vertegenwoordigt een oosterse gemeenschap in voornamelijk Brazilië, maar ook in Paraguay, Argentinië, Bolivia, Mexico en de Verenigde Staten. Bovendien beschikt de tuin van de tempel over vier grotere beelden en een Boeddha van zeven meter hoog. De Boeddha is een replica van de Mi La Pu-Sa in Japan en is gepositioneerd met de rug naar de tempel, kijkend naar het grensgebied van Brazilië, Argentinië en Paraguay.

## Galerij

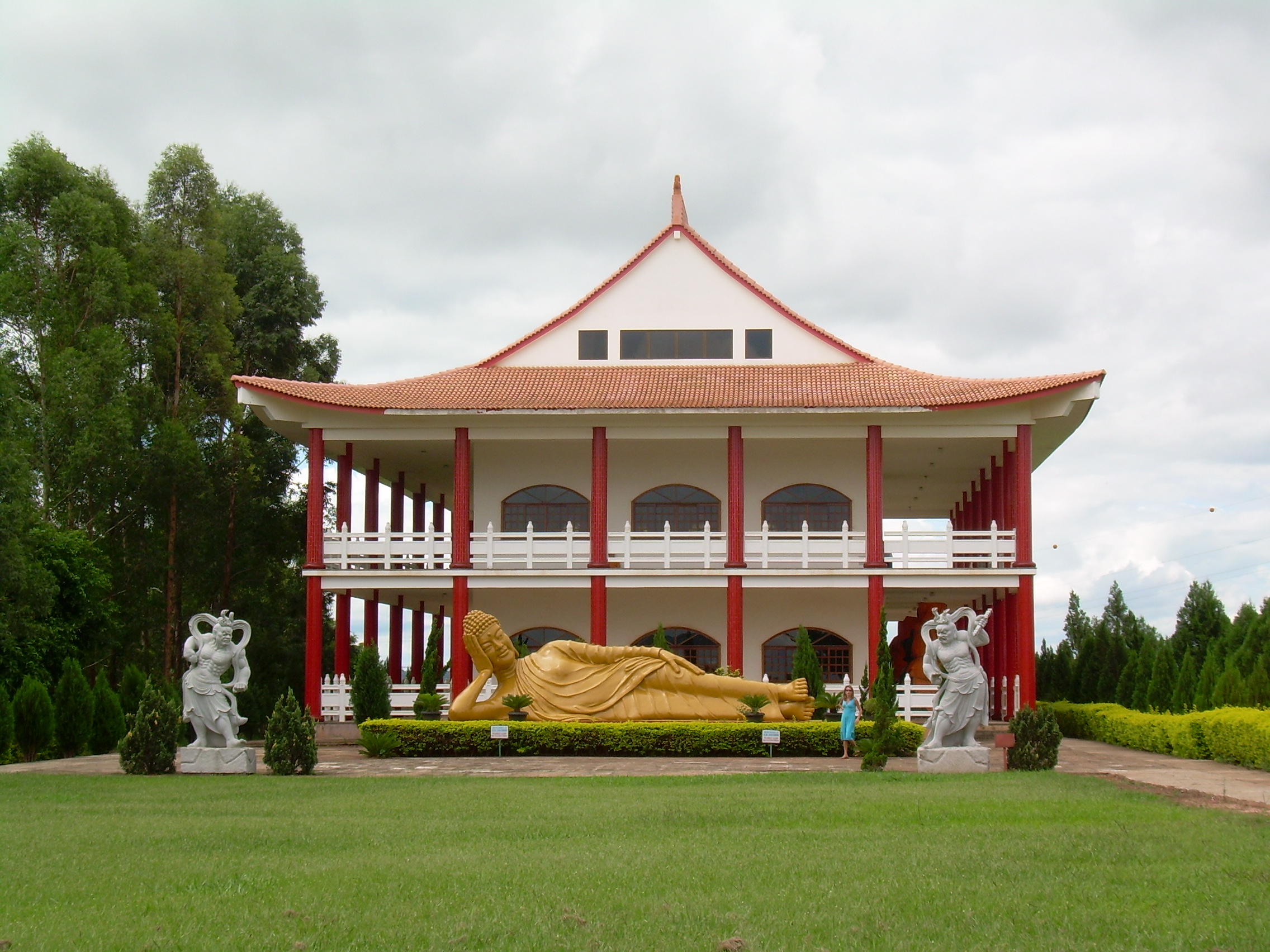
Zijkant van de tempel
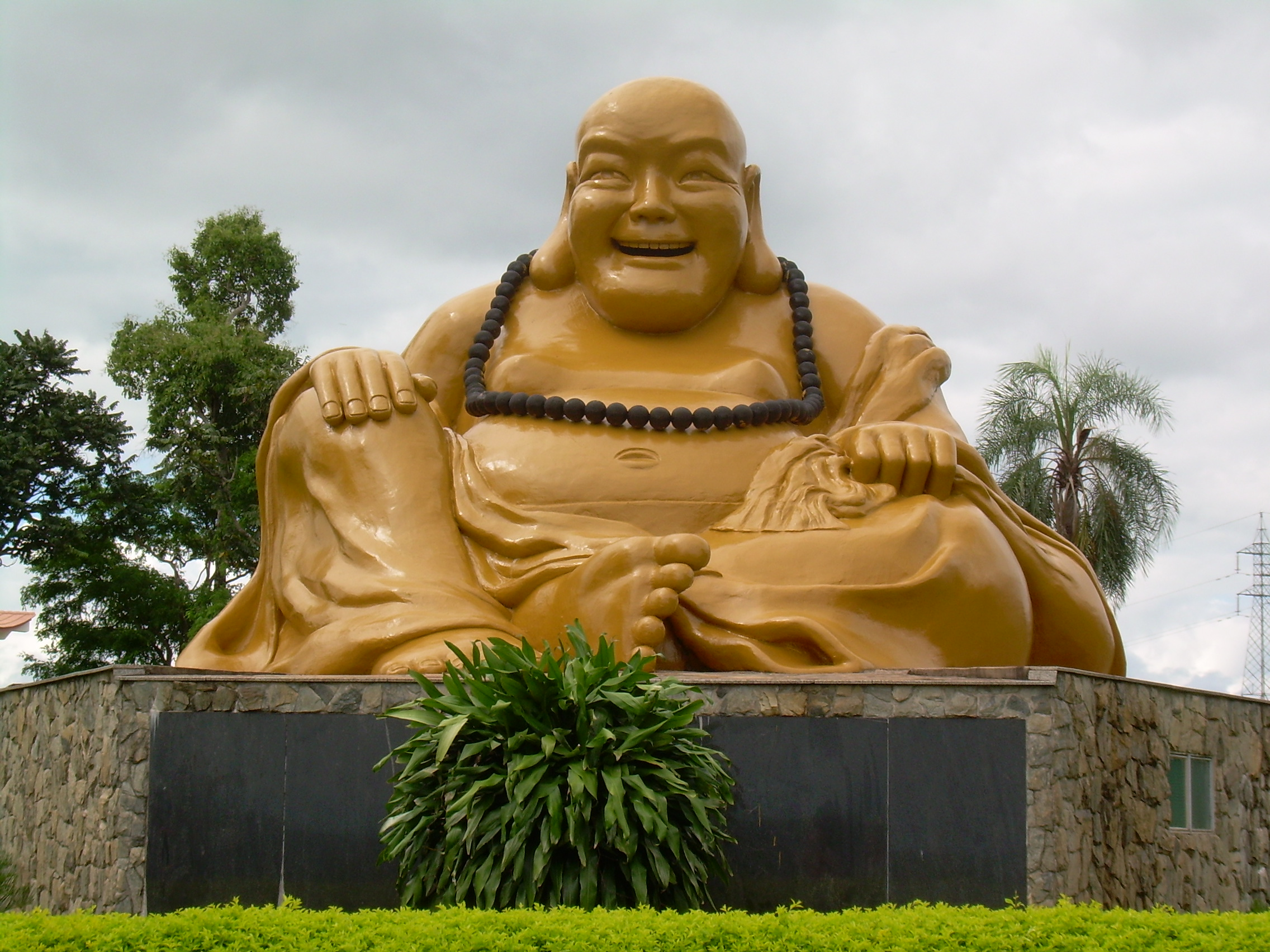
Boeddha Mi La Pu-San
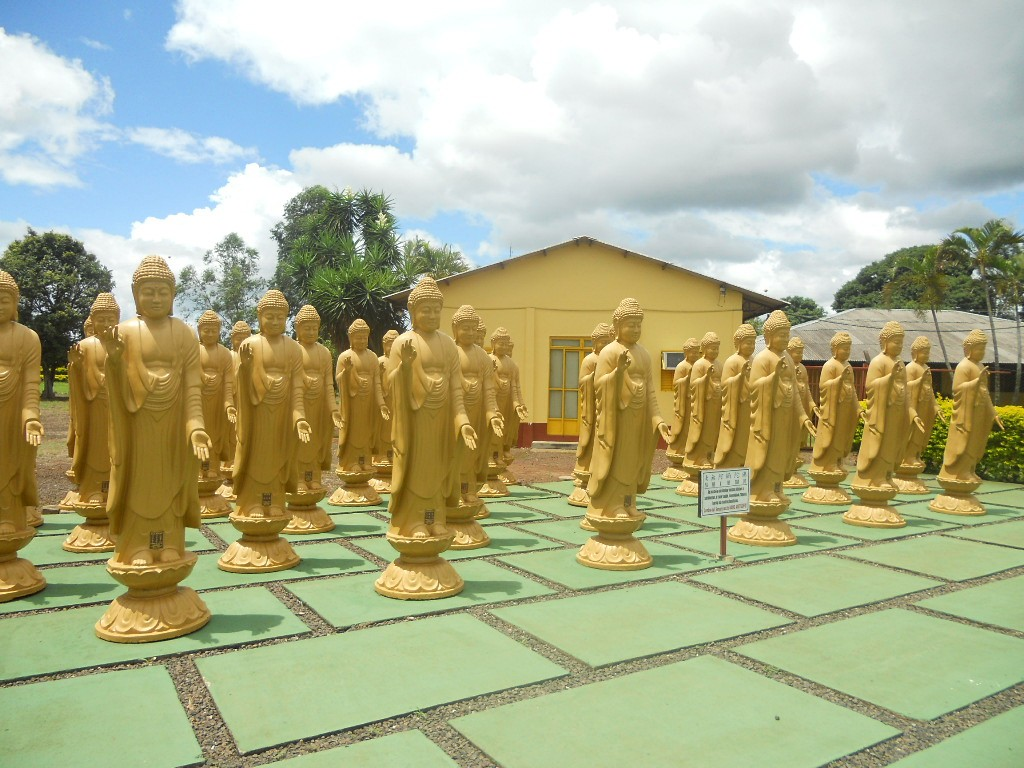
Er staan 108 van deze beelden